# Шокчанг (провінція)
Шокчанг (в'єт. Sóc Trăng) — провінція на півдні В'єтнаму, у дельті річки Меконг. Площа становить 3312 км². Населення за даними перепису 2009 року — 1 292 853 жителя. Щільність населення — 389,32 осіб/км². Адміністративний центр — однойменне місто Шокчанг, розташоване за 231 км від Хошиміна. В адміністративному відношенні поділяється на 2 міста (Шокчанг і Віньчау) і на 9 повітів. Включає у себе 72 км узбережжя Південно-Китайського моря.
У 2009 році населення провінції становило 1 292 853 особи (перепис), з них 642 586 (49,70 %) чоловіки і 650 267 (50,30 %) жінки, 1 042 280 (80,62 %) сільські жителі і 250 573 (19,38 %) жителі міст.
Національний склад населення (за даними перепису 2009 року): в'єтнамці 830 508 осіб (64,24 %), кхмери 397 014 осіб (30,71 %), хоа 64 910 осіб (5,02 %), інші 421 особа (0,03 %).